# Zing! Went the Strings of My Heart
«Zing! Went the Strings of My Heart» (рус. «Дзинь! Звенят струны моего сердца») — американская популярная песня, написанная в 1934 году Джеймсом Ф. Хэнли. Зарегистрирована 18 января 1935 года, впервые исполнена в 1935 году. Существует в большом количестве версий, наиболее известной стала в исполнении Джуди Гарленд.

## Первое исполнение
Впервые песня прозвучала в 1935 году в бродвейском мюзикле «Thumbs Up!» в исполнении Хэла Ли Роя и Юнис Хили.

## Текст песни
Dear, when you smiled at me I heard a melody.
It haunted me from the start.
Something inside of me started a symphony.
Zing! Went the strings of my heart!
'Twas like a breath of spring. I heard a robin sing
About a nest set apart.
All nature seemed to be in perfect harmony.
Zing! Went the strings of my heart!
Your eyes made skies seem blue again.
What else could I do again
But keep repeating through and through
I love you, love you!
I still recall the thrill, I guess I always will,
I hope 'twill never depart.
I knew I loved you heaps and you were mine for keeps.
Zing! Went the strings of my heart!
(всё повторяется) 

## Джуди Гарленд

### Прослушивание 13 сентября 1935 года
Гарленд исполнила песню на прослушивании в MGM 13 сентября 1935 года. Существует множество воспоминаний разных людей о том дне, часто противоречащих друг другу. По наиболее распространённой версии, известие о прослушивании застало тринадцатилетнюю Фрэнсис (точно неизвестно, когда именно стал использоваться псевдоним «Джуди Гарленд») врасплох во время игры во дворе, и из-за нехватки времени отец отвёз её на студию в той одежде, в которой она была, грязную и непричёсанную. В комнате, где проходило прослушивание, находился музыкальный директор MGM Роджер Эденс. Джуди спела ему «Zing! Went the Strings of My Heart» под аккомпанемент пианино, на котором играла её мать. Годами позже Эденс вспоминал:

Я понял всё, как только прошли восемь тактов музыки. Это был врождённый талант. <…> Она была высокой и пухлой, одетая в тёмно-синюю блузку и кукольные сандалики, с копной взлохмаченных волос и без помады. Я действительно был потрясён.
Оригинальный текст (англ.)I knew instantly, in eight bars of music. The talent was that inbred. <…> She as just so high and chubby, wearing a navy-blue middy blouse and baby-doll sandals, with lots of hair and no lipstick. I really flipped.

Самым главным из всего, что произошло в музыкальном отделе MGM, было открытие Джуди Гарленд..
Оригинальный текст (англ.)The biggest thing to happen to the MGM musicial, was the discovery of Judy Garland.

Эденс тут же позвонил секретарше Луиса Б. Майера Иде Коверман, а та известила своего шефа, который немедленно решил подписать контракт с Гарленд.

Известный голливудский продюсер и автор текстов песен Артур Фрид утверждал, что также присутствовал на том прослушивании вместе с Эденсом. По его версии, Джуди пришла вместе с сестрой, а мать аккомпанировала на «худшем пианино из всех, что я когда-либо слышал». Поэтому он предложил спеть а капелла, и Гарленд исполнила «Zing! Went the Strings of My Heart». Фрид пришёл в восторг, лично помчался к Майеру и убедил главу студии послушать новую певицу.

Даже воспоминания самой Джуди о том дне на редкость противоречивы. В интервью 1938 года она рассказывала, что сначала спела «Zing! Went the Strings of My Heart» для Эденса, затем песню «Dinah» для миссис Коверман, и наконец «Eli, Eli» для Майера, с каждым разом всё больше удивляясь тому, что все эти «Очень Важные Персоны (напишите с больших букв, пожалуйста)» не сказали, чтобы её прогнали прочь. После этого она отправилась домой и вернулась к прерванному занятию — катанию на скейте, а на следующий день уже подписывала первый в своей жизни контракт.

Однако в одном из радиоинтервью 60-х годов Гарленд утверждала, что в 1935 году Эденс ещё не был музыкальным директором MGM, а был простым пианистом, подыгрывавшим бродвейской звезде Этель Мерман, и на которого никто не обращал большого внимания. По её словам, в тот день её мать была больна и не могла сопровождать её на прослушивание, поэтому Эденс был приглашён лишь в качестве аккомпаниатора.

### Выступление на радио 16 ноября 1935 года
16 ноября 1935 года Джуди Гарленд во второй раз за три недели выступала на радио в программе «Shell Chateau». Днём ранее её отец был госпитализирован с диагнозом «менингит» и врачи были практически уверены, что он не выживет. Однако Гарленд не проинформировали о том, насколько критично его состояние. Джуди почувствовала лишь некоторую озабоченность в голосе врача Маркуса Рэбвина, позвонившего ей в студию перед началом эфира. Кроме того, Рэбвин заверил её, что радиоприёмник принесут в палату отца, и он будет слушать передачу.

Во время эфира Гарленд дважды исполнила «Zing! Went the Strings of My Heart» и дала интервью ведущему Уоллесу Бири. Представление Бири и первая версия песни в 1998 году были изданы на сборнике «Judy», запись второго исполнения «Zing! Went the Strings of My Heart» в том эфире на данный момент существует только в частных коллекциях.

На следующий день, 17 ноября 1935 года, отец Джуди умер. Ему было всего 49 лет.

Джуди Гарленд:

Я пела для него всем сердцем. А утром его не стало.
Оригинальный текст (англ.)I sang my heart out for him. But by morning he was gone.

Это самая ужасная вещь из всего, что случилось со мной за всю мою жизнь.
Оригинальный текст (англ.)The most terrible thing that ever happened to me in my life.

### Фильмовая версия
В 1938 году песня в исполнении Джуди была использована в фильме «Послушай, дорогая». Запись была сделана 16 сентября 1938 года (в одном источнике указана дата 16 июня, но и там сделано уточнение, что это, вероятнее всего, опечатка создателей диска «Collector’s Gems from the M-G-M Films», поскольку все прочие документы указывают именно 16 сентября), причём песня записывалась в двух вариантах — как медленном балладном, так и энергичном свинговом, однако в фильм вошла только сокращённая версия балладного варианта. Полная версия была издана лишь в 1995 году на шестидисковом сборнике «That’s Entertainment!The Ultimate Anthology of M-G-M Musicals», а свинговый вариант вышел в свет в 1996 году на «Collector’s Gems from the M-G-M Films».

22 сентября 1938 года состоялась съёмка песни для фильма. Как и подавляющее большинство подобных сцен, она представляла собой исполнение под записанную ранее фонограмму.

### Сингловая версия
29 июля 1939 года песня была записана Гарленд во время очередной сессии звукозаписи для Decca Records. Эта версия «Zing! Went the Strings of My Heart» представляла собой комбинацию из двух вариантов исполнения — первая часть была балладной, а вторая свинговой. По неизвестным причинам «Decca» не выпустила песню вскоре после записи, как обычно поступала, и песня пролежала на полке до 1943 года, пока наконец всё-таки не была издана на сингле вместе с записанной в тот же день «Fascinating Rhythm», причём не самостоятельно, а в составе четырёхсинглового сборника «Judy Garland Second Souvenir Album». При этом в Великобритании сингл выходил ещё в 1940 году на филиале «Декки» «Brunswick Records».

Интересно, что в сингловой версии текст последнего куплета немного изменён:

I still recall the thrill, I guess I always will
I hope 'twill never depart.
Dear, with your lips to mine, a rhapsody devine
Zing! Went the strings of my heart!

### Прочие версии
«Zing! Went the Strings of My Heart» стала практически такой же визитной карточкой Джуди Гарленд, как и «Over the Rainbow». На протяжении всей своей карьеры она регулярно исполняла эту песню в студии, на радио, телевидении и концертах. Ниже перечислены самые известные версии:
- Исполнялась на радио в программах «Shell Chateau» (1935), «Good News of 1939», «The Chase and Sanborn Hour» (1941) и «The Frank Sinatra Show» (1944)[23].
- Песня открывает четвёртый студийный альбом Гарленд «Judy in Love» (1958).
- Присутствует на концертном альбоме «Garland at the Grove» (1959).
- Концертная версия вошла на пластинку «Judy at Carnegie Hall» (1961), завоевавшую премию «Грэмми» в номинации «лучший альбом года».
- Исполнялась на телевидении в четырнадцатом эпизоде «The Judy Garland Show» (1963)[24].

## Официально изданные записи различных исполнителей
Если песня впервые была издана много лет спустя, то указан не год релиза, а год записи.

| - Ричард Химбер — 1935. - Лью Стоун — 1935. - Джуди Гарленд — 1935, 1938, 1939, 1958, 1959, 1961 (см. выше). - Дина Шор — между 1944—1947 гг.. - Кармен Кавалларо — 1946. - Джун Кристи — 1949. - Херби Филдс — 1949. - Эдди Ховард — 1940-е годы. - Ред Норво, Чарльз Мингус и Тэл Фарлоу — 1951. - Перл Бэйли — 1956, 1962. - Эрнестин Андерсон — 1956. - Петула Кларк — 1957. - Нэт Кинг Коул — 1957. - Роберт Максвелл — 1957. - Джимми Смит — 1957. - Дональд Бёрд и Джиги Грайс — 1957. - The Coasters — 1958. - Билли Экстайн — 1958. - Чет Аткинс — 1959. - Джесси Белвин — 1959. - The Skyliners — 1959. - Бинг Кросби — 1950-е годы. - Лес Пол и Мэри Форд — 1950-е годы. | - Бренда Ли — конец 50-х — начало 60-х. - Фрэнк Синатра — 1960. - The Kalin Twins — 1960. - Боб Брукмайер — 1961. - Чарли Бёрд — 1962. - Чет Бейкер — 1963. - Джерри Маллиган — 1963. - The Move — 1968. - Арета Франклин — 1960-е годы. - The Trammps — 1972. - Darts — 1977. - The Communards — 1988. - Клифф Ричард и The Dallas Boys — 1990. - Сюзанна Маккоркл — 1992. - Джон Пиццарелли — 1994. - Smoking Popes — 1998. - Стэйси Кент — 1999. - Марти́н Маккатчеон — 2003. - Ройс Кэмпбелл — 2004. - Руфус Уэйнрайт — 2006. - Трейси Беннетт — 2012. - Барри Манилоу — 2014 («воображаемым дуэтом» с Джуди Гарленд). |

## В кинематографе
- Звучит в фильме 1938 года «Послушай, дорогая» в исполнении Джуди Гарленд (см. выше).
- Оркестр исполняет отрывок из песни в фильме «Юмореска» (1946)[70].
- Использована в фильме «Колыбельная Бродвея» (1951). На экране «Zing! Went the Strings of My Heart» исполнялась Джином Нельсоном, но на самом деле его дублировал Хэл Дервин[71].
- В 1956 году песня в исполнении Перл Бэйли прозвучала в фильме «То самое чувство»[33].
- Мелодия песни играется оркестром в фильме «Нагие и мёртвые» (1958)[72].
- В биографическом художественном фильме «Жизнь с Джуди Гарленд: Я и мои тени» (2001) песня звучит дважды[73] — во время сцен о прослушивании Джуди и смерти её отца. Игравшая роль Гарленд в юности актриса Тэмми Бланчард исполняла «Zing! Went the Strings of My Heart» под фонограмму сингловой версии Джуди Гарленд 1939 года.